# Yggdrasil (folk metal)
Yggdrasil är en folk metalgrupp från Sverige. Gruppen spelar metal med starka influenser av svensk folkmusik. Gruppens texter är inspirerade av nordisk mytologi med fokus på människornas upplevelser av världen. Namnet kommer från världsträdet Yggdrasil. Bandet har kontrakt med det tyska skivbolaget Det Germanske Folket.

## Medlemmar
Nuvarande medlemmar
- Magnus Wohlfart – sång, gitarr, keyboard (2001– )
- Gustaf Hagel – sång, basgitarr (2001– )
- Jacob Blecher – trummor (2010– )
- Benny Olsson – gitarr, bakgrundssång (2010– )

Tidigare medlemmar
- Jeremy Child – trummor (2001–2008)

Turnerande medlemmar
- Zarathustra (Martin Linde) – sång (2012– )

## Diskografi
Demo
- Kvällning (2002)
- I Nordens Rike (2003)

Studioalbum
- Kvällningsvindar över nordrönt land (2007)
- Vedergällning (2008)
- Irrbloss	 (2011)